# Dipseudopsis limbarenica
Dipseudopsis limbarenica är en nattsländeart som beskrevs av Georg Ulmer 1931. Dipseudopsis limbarenica ingår i släktet Dipseudopsis och familjen Dipseudopsidae. Inga underarter finns listade i Catalogue of Life.